# Cámara plenóptica

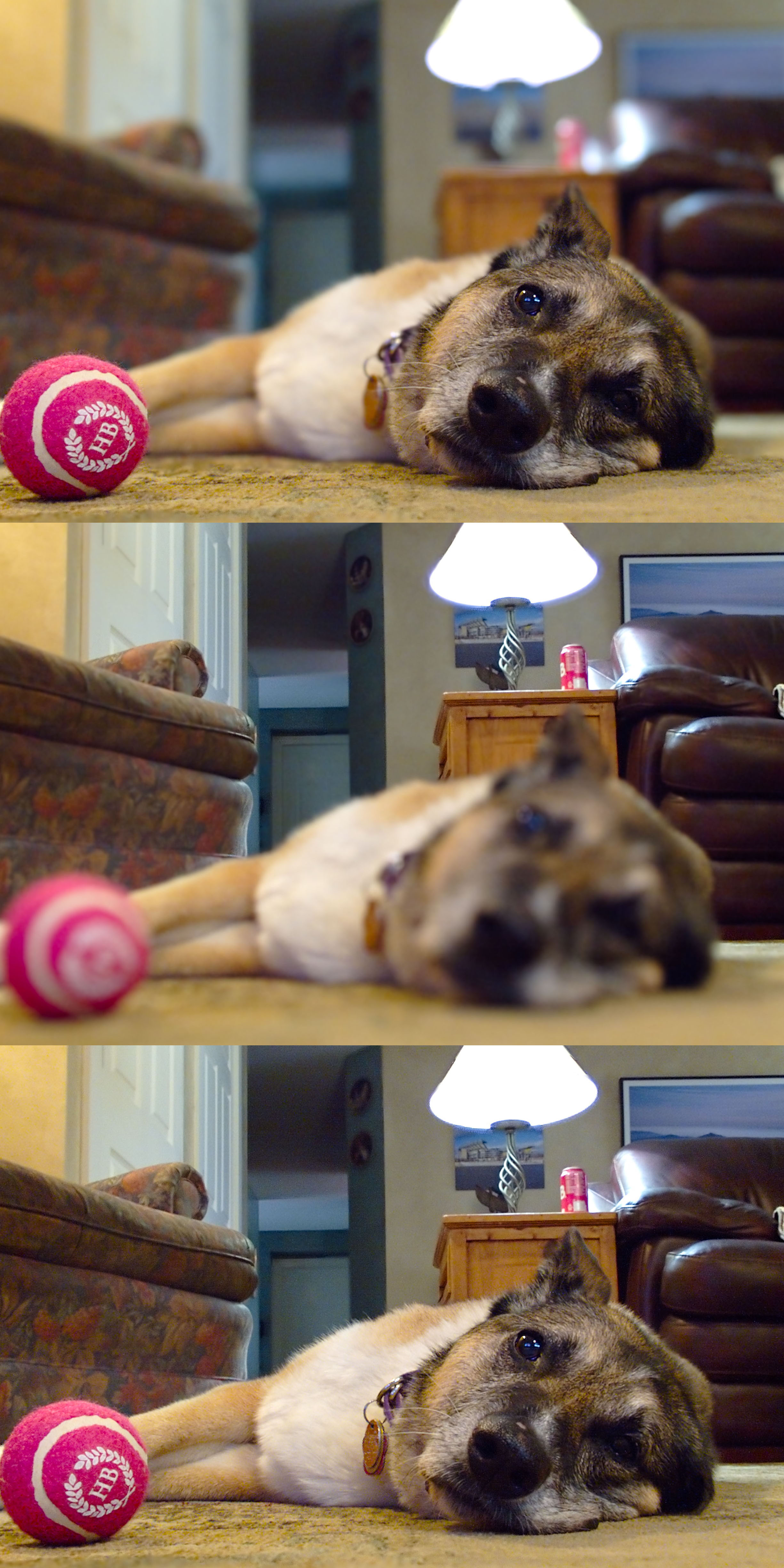
Esto demuestra la capacidad de cambiar la distancia focal y la profundidad de campo después de tomar una foto: enfoque cercano (arriba), enfoque lejano (medio), profundidad de campo completa (abajo), utilizando el software de cámara de campo de luz Lytro Illum.

Una cámara plenóptica (o cámara de campo de luz) captura información sobre el campo de luz emanado de una escena, es decir, la intensidad de la luz y la dirección en la que los rayos viajan hacia el espacio.  En cambio, una cámara convencional tan sólo captura la intensidad de la luz. 
Un tipo de cámara de campo de luz utiliza diferentes micro-lentes ubicadas delante de un sensor de imagen convencional para detectar la intensidad, el color y la información sobre la dirección de la luz. Las alineaciones de múltiples cámaras son otro tipo de cámara de campo de luz, y los hologramas son un tipo de imagen de campo de luz basada en vídeo.

## Tecnología

### Investigación inicial
La primera cámara de campo de luz (o plenóptica) se propuso por Gabriel Lippmann en el año 1908, bajo el nombre de "fotografía integral". Los resultados de los experimentos de Lippmann incluyeron fotografías integrales en bruto, realizadas utilizando una capa de plástico cubierta por una alineación de micro-lentes, o integrando parcialmente pequeñas bolas de vidrio, muy cercanas las unas a las otras y organizadas en un patrón aleatorio, a la superficie de la emulsión fotográfica.
En el año 1922, Adelson y Wang propusieron el diseño de una cámara plenóptica que podía ser utilizada para reducir considerablemente el problema de correspondencia en la alineación de las imágenes estéreo. Para conseguir esto, un grupo de micro-lentes se colocan en el plano focal de la lente principal de la cámara. El sensor de la imagen se posiciona ligeramente detrás de las micro-lentes. Así, el desplazamiento de las partes de la imagen que no están enfocadas puede ser analizado y, de él, se puede extraer información sobre la profundidad.

### Cámara plenóptica estándar
La cámara plenóptica estándar es un model matemático estandarizado utilizado por investigadores para comparar diferentes tipos de cámaras de campo de luz. Por definición, la "cámara plenóptica estándar" tiene micro-lentes colocadas a la longitud focal de distancia del plano de imagen de un sensor.
Las investigaciones han demostrado que su línea base máxima está limitada a la medida de la pupila de la lente principal de entrada, cosa que resulta pequeña al compararse con instalaciones estereoscópicas.
Esto significa que la cámara podría estar ideada por aplicaciones a corta distancia ya que muestra una resolución de profundidad más grande en distancias muy cercanas que se pueden predecir métricamente a partir de los parámetros de una cámara.
En el año 2004, un equipo del Laboratorio de Gráficos por Ordenador de la Universidad de Standford utilizó una cámara de 16 megapíxeles y una alineación de 90.000 micro-lentes (cada micro-lente puede captar 175 píxeles, por lo que la resolución final es de 90 kilopíxeles) para demostrar que las imágenes se pueden volver a enfocar después de ser capturadas.

### Cámara plenóptica enfocada
Lumsdaine y Georgiev describieron el diseño de un tipo de cámara plenóptica en la que la alineación de micro-lentes se puede posicionar delante o detrás del plano focal de la lente principal. Esta modificación captura el campo de luz de manera que intercambia la resolución angular por una resolución espacial más alta. Con este diseño, las imágenes pueden ser enfocadas posteriormente con una resolución espacial mucho más alta que las imágenes realizadas con una cámara plenóptica estándar. En cambio, la resolución angular más baja puede producir algunos efectos de aliasing no deseados.

### Cámara de apertura codificada
En 2007, investigadores de MERL propusieron un tipo de cámara plenóptica que utilizaba una máscara de película barata en vez de una alineación de micro-lentes. Este diseño supera diversas limitaciones de las alineaciones de micro-lentes en cuanto a aberraciones cromáticas y a la pérdida de píxeles, y permite capturar fotografías de mayor resolución espacial. En cambio, el diseño de máscara reduce la cantidad de luz que entra en el sensor de imagen en comparación con las cámaras basadas en alineaciones de micro-lentes.

### Estéreo con una cámara plenóptica
Las cámaras plenópticas son útiles para capturar imágenes de rápido movimiento cuando el enfoque automático podría no funcionar o cuando este implica un precio muy alto (como ocurre con las cámaras de seguridad). Una grabación de una cámara de seguridad basada en tecnología plenóptica podría usarse para producir un modelo 3D preciso de un sujeto.

## Fabricantes de cámaras de campo de luz

### Cámaras disponibles para el consumidor
La compañía Lytro fue fundada por Reno Ng, alumno del Laboratorio de Gráficos por Ordenador de la Universidad de Standford, por comercializar la cámara de campo de luz que desarrolló como estudiante. Lytro desarrolló cámaras de campo de luz digitales al alcance del consumidor con la capacidad de capturar imágenes usando una técnica plenóptica. Después del abandono del mercado por parte de Lytro en marzo de 2018, existen pocas opciones para comprar cámaras de campo de luz.
Raytrix vendió diferentes modelos de cámaras plenópticas para usos científicos e industriales a partir del año 2010, con capas de visión mayores a un megapíxel.
Optron y Rebellion Photonics venden diversas cámaras plenópticas especializadas en imágenes microscópicas y detección de pérdidas de gas, respectivamente.
Pelican Imaging tiene sistemas como cámaras múltiples dirigidas a productos electrónicos para el consumidor. Los sistemas de Pelican utilizan entre 4 y 16 micro-cámaras cercanas unas a otras en vez de un sensor de imagen de micro-lentes.
Nokia intervino en Pelican Imaging para producir un sistema de cámara plenóptica con una cámara de alineación de 16 lentes para implementar los smartphones Nokia en el año 2014. Recientemente, Pelican ha pasado a diseñar cámaras adicionales que ofrecen capacidades de detección de profundidad a la cámara principal de un dispositivo, en vez de alineaciones de cámaras independientes.
La cámara de campo de luz de Adobe es un prototipo de cámara de 100 megapíxeles que captura una imagen tridimensional de la escena enfocada utilizando 19 lentes configuradas individualmente. Cada lente saca una fotografía de 5,2 megapíxeles del entorno completo de la cámara y cada imagen puede ser enfocada más adelante
La cámara CAFADIS es una cámara plenóptica desarrollada por la Universidad de La Laguna (España).
El acrónimo CAFADIS es una abreviación de "Cámara de Fase-Distancia", ya que puede usarse para estimar distancias. A partir de una sola captura puede producir diversas imágenes reenfocadas a diferentes distancias, mapas de profundidad, imágenes completamente enfocadas y parejas estéreo. Un diseño óptico similar también se puede usar en la óptica adaptativa en el campo de la astrofísica: para corregir las aberraciones causadas por la turbulencia atmosférica en imágenes de telescopio. Para realizar estos procesos, diferentes algoritmos que funcionan a través de GPUs y FPGAs, operan en la imagen RAW captada por la cámara.
La cámara de campo de luz de Mitsubishi Electric Research Laboratories (MERL) está basada en el principio de heterodinación óptica, y utiliza una película impresa (máscara) ubicada cerca del sensor. Cualquier cámara portátil se puede convertir en una cámara de luz utilizando esta tecnología, insertando una película de bajo coste sobre el sensor. Un diseño basado en una máscara evita el problema de la pérdida de resolución ya que se puede generar una imagen de alta resolución para las partes enfocadas de la escena.

### Cámaras de campo de luz por forofos
Modificar cámaras digitales estándar requiere de poco más que la capacidad para producir películas apropiadas de material de micro-lentes, por lo que algunos aficionados han podido producir cámaras de las que se pueden procesar imágenes para obtener una profundidad de campo selectiva o información sobre la ubicación.

## Uso en la educación
En un estudio publicado en el año 2017, investigadores observaron que la incorporación de fotografías de campo de luz en un módulo virtual de anatomía, no resultó ser un mejor aprendizaje comparado con un módulo idéntico a las fotografías tradicionales de cadáveres disecados.

## Microscopio de campo de luz
El Laboratorio de Gráficos por Ordenador de la Universidad de Standford desarrolló un microscopio de campo de luz haciendo uso de una alineación de micro-lentes similar a la que utiliza la cámara de campo de luz desarrollada por el laboratorio.
El prototipo se ha construido al volante de una microscopio óptico Nikon Eclipse o un microscopio de fluorescencia de campo amplio, y cámaras CCD estándar. La capacidad de capturar el campo de luz se obtiene mediante un módulo que contiene una alineación de micro-lentes y otros componentes ópticos colocados en el camino de la luz, entre la lente del objetivo y la cámara, y la imagen final con enfoque múltiple se renderiza utilizando un proceso de desconvolusión.
Una versión posterior del prototipo añadió un sistema de iluminación del campo de luz que consistía en un proyector de vídeo para permitir un control mediante un ordenador de la iluminación y una segunda alineación de micro-lentes en el camino de la luz de la iluminación del microscopio. La adición de un sistema de iluminación del campo de luz permitió usar otros tipos de iluminaciones (como la oblicua) y correcciones para las aberraciones ópticas. 